# Нада Гашић
Нада Гашић ( Марибор, 27. октобар 1950 )  хрватска књижевница и преводитељица

## Биографија
Од 1952. године живи у Загребу, где је завршила основну школу и гимназију, а дипломирала је социологију и кроатистику на Филозофском факултету у Загребу (1969-1974). Школске 1975/76 радила је као наставница хрватског језика на Карловом универзитету у Прагу, од 1976. до 1978. била је стипендиста Министарства културе Чешке Републике. За вријеме трајања стипендије студирала је  чешки језик  на  Филозофском факултету  Карловог универзитета На хрватски је превела Хашековог „Доброг војника Швејка“, којег је  први превео на хрватски Јонке, а након ње и Лудвиг Бауер.
Године 2007. Алгоритам је објавио њен први роман „Мирна улица, дрворед“ за који је добила награду ДХК-а Славић за најбољу дебитантску књигу 2007. године. За други роман „Вода, паучина“ добила је Награду за књижевност Владимир Назор 2010. године.